# Saenura flava
Saenura flava är en fjärilsart som beskrevs av Hans Daniel Johan Wallengren 1860. Saenura flava ingår i släktet Saenura och familjen björnspinnare. Inga underarter finns listade.

## Bildgalleri

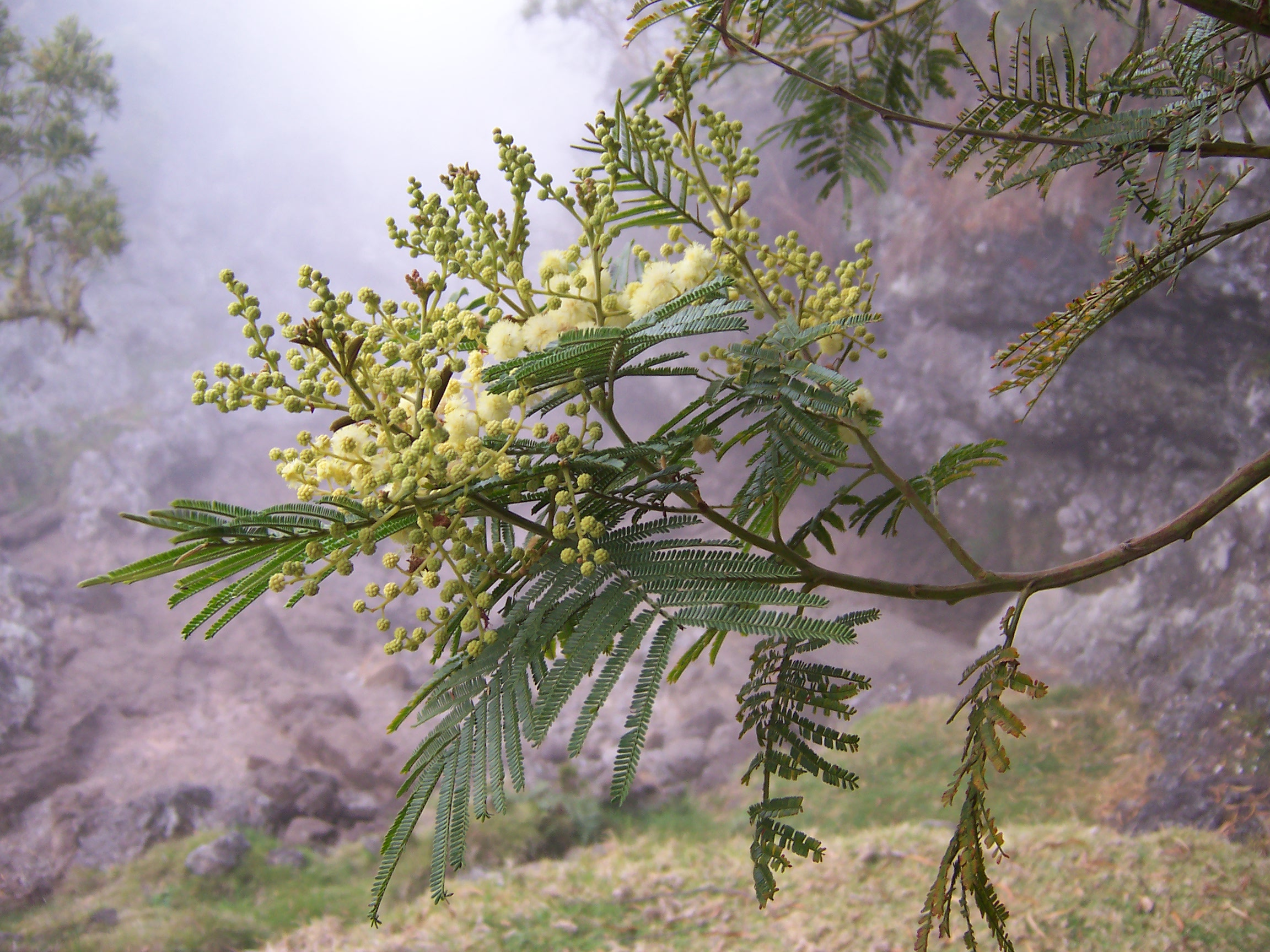
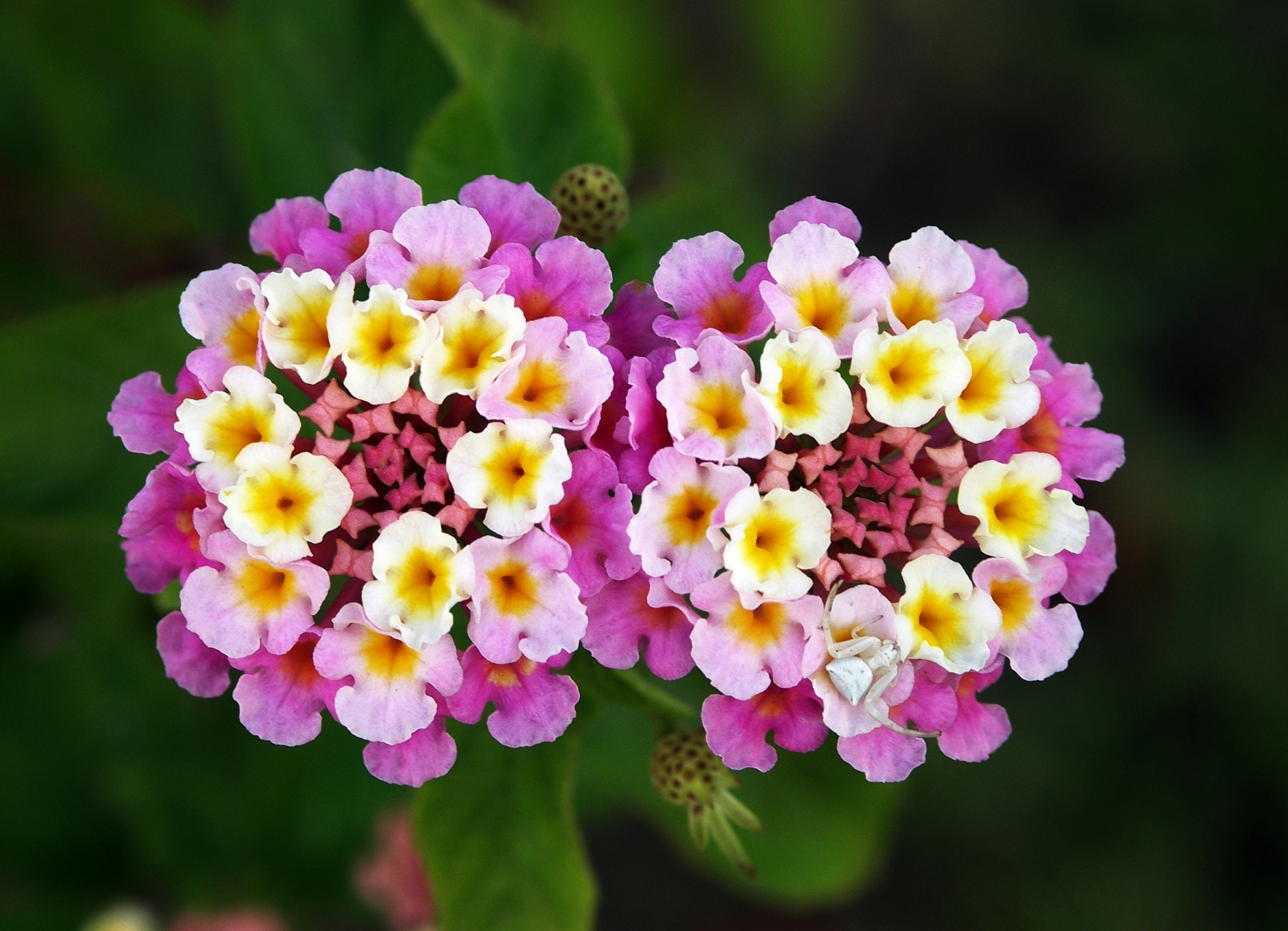
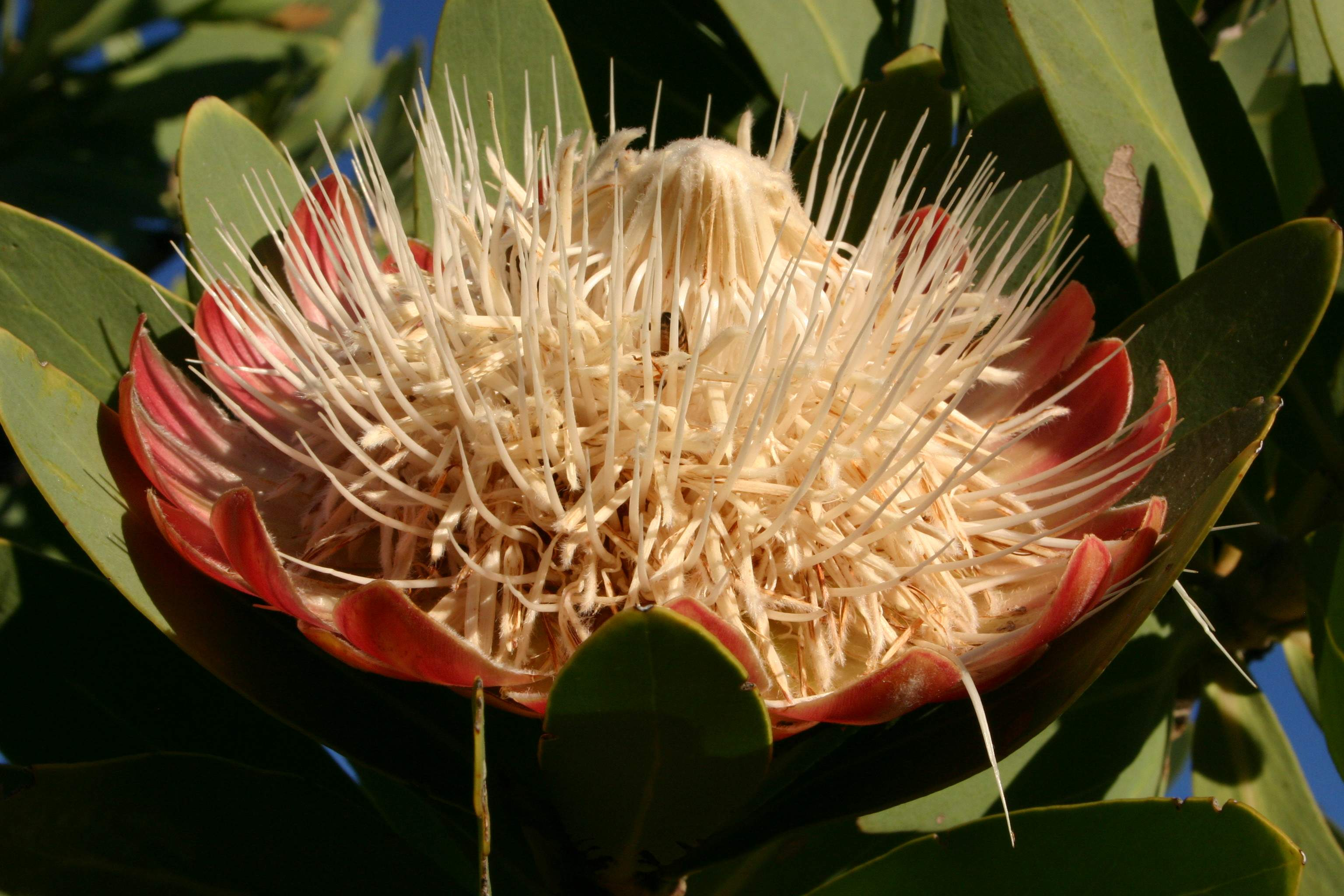
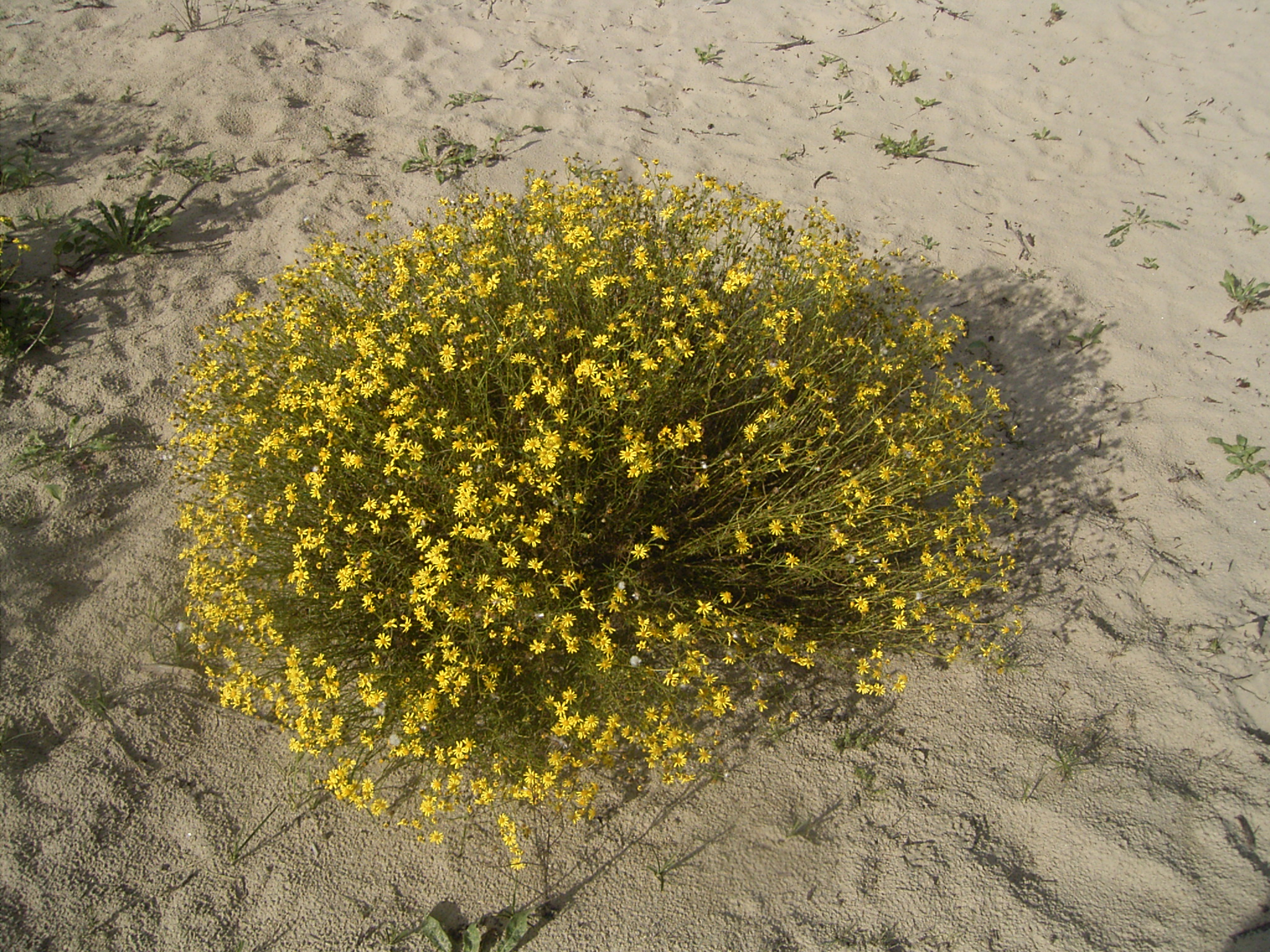
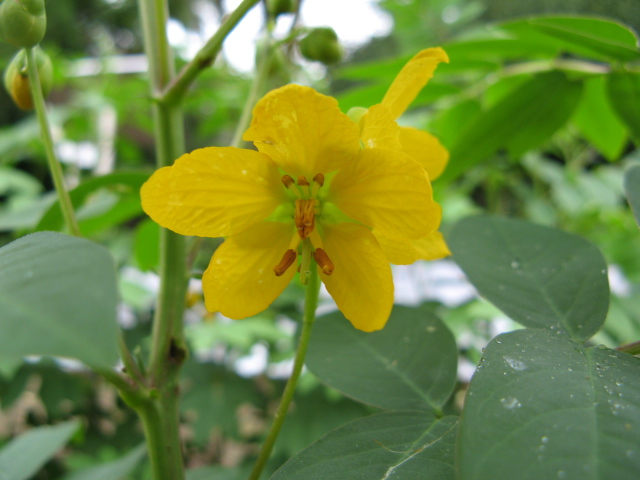